# Arcidiocesi di Guadalajara

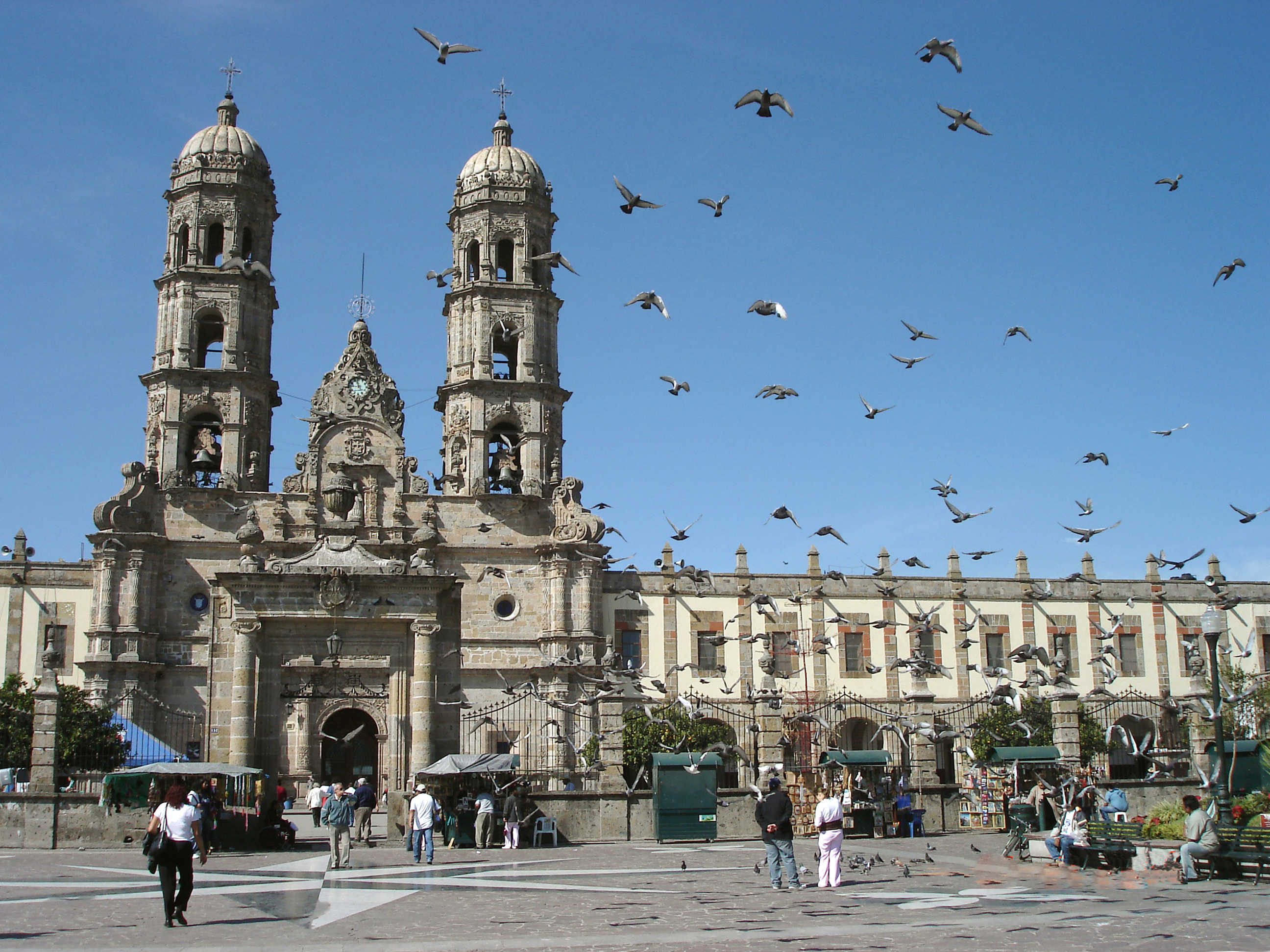
La basilica minore di Nostra Signora di Zapopan.

L'arcidiocesi di Guadalajara (in latino: Archidioecesis Guadalaiarensis) è una sede metropolitana della Chiesa cattolica in Messico. Nel 2023 contava 5.967.000 battezzati su 6.532.000 abitanti. È retta dall'arcivescovo cardinale José Francisco Robles Ortega.

## Territorio
L'arcidiocesi comprende 41 comuni nella parte centro-settentrionale dello stato messicano di Jalisco e il comune di La Yesca nello stato di Nayarit.
Sede arcivescovile è la città di Guadalajara, dove si trova la cattedrale dell'Assunzione di Maria. In arcidiocesi sorgono altre due basiliche minori: Nostra Signora di Zapopan e San Filippo Neri di Guadalajara.
Il territorio si estende su una superficie di 20.827 km² ed è suddiviso in 514 parrocchie, raggruppate in 16 vicariati e 53 decanati.

### Provincia ecclesiastica
La provincia ecclesiastica di Guadalajara, istituita nel 1863, comprende le seguenti suffraganee:
- diocesi di Aguascalientes,
- diocesi di Autlán,
- diocesi di Ciudad Guzmán,
- diocesi di Colima,
- prelatura territoriale di Jesús María,
- diocesi di San Juan de los Lagos,
- diocesi di Tepic.

## Storia
La diocesi di Compostela in Nuova Galizia fu eretta il 13 luglio 1548 con la bolla Super specula di papa Paolo III, ricavandone il territorio dalla diocesi di Michoacán (oggi arcidiocesi di Morelia). Il 10 maggio 1560 la sede fu traslata a Guadalajara.
Il 28 settembre 1620 e il 15 dicembre 1777 cedette porzioni del suo territorio a vantaggio dell'erezione rispettivamente della diocesi di Durango (oggi arcidiocesi) e della diocesi di Linares o Nuovo León (oggi arcidiocesi di Monterrey).
Il seminario diocesano fu fondato dal vescovo Felipe Galindo Chávez y Pineda il 9 settembre 1696 e rinnovato agli inizi dell'Ottocento.
Il 31 agosto 1854 ha ceduto una porzione di territorio a vantaggio dell’erezione della diocesi di San Luis Potosí (oggi arcidiocesi). Il 26 gennaio 1863 ha ceduto un'altra porzione di territorio per l'erezione della diocesi di Zacatecas e contestualmente è stata elevata al rango di arcidiocesi metropolitana con la bolla Romana Ecclesia di papa Pio IX.
In seguito ha ceduto a più riprese ulteriori porzioni del suo territorio a vantaggio dell'erezione di nuove diocesi e precisamente:
- la diocesi di Colima l'11 dicembre 1881,
- la diocesi di Tepic il 23 giugno 1891,
- la diocesi di Aguascalientes il 27 agosto 1899,
- la diocesi di Autlán il 28 gennaio 1961,
- le diocesi di Ciudad Guzmán e di San Juan de los Lagos il 25 marzo 1972.

Il 5 luglio 1957, con la lettera apostolica Ad peculiari studio, papa Pio XII ha proclamato la Beata Maria Vergine, venerata con il titolo di Virgen de San Juan de los Lagos, patrona principale dell'arcidiocesi.
Il 18 ottobre 1988, con la lettera apostolica Antiquis a temporibus, papa Giovanni Paolo II ha confermato la Beata Maria Vergine, nota con il nome di Nuestra Señora de Zapopan, patrona dell'arcidiocesi.
Il 24 maggio 1993 fu assassinato l'arcivescovo cardinale Juan Jesús Posadas Ocampo. Nel parcheggio del Guadalajara International Airport: la sua automobile fu crivellata con 14 colpi di pistola. Si scoprì in seguito che i mandanti dell'omicidio erano Juan Francisco Murillo Díaz detto "El Güero Jaibo" e Édgar Nicolás Villegas detto "El Negro", membri di spicco del Cartello di Tijuana, che avevano ordinato l'omicidio del cardinale per la sua inesausta lotta contro il narcotraffico. Posadas Ocampo è stato inserito da papa Giovanni Paolo II nella lunga lista dei martiri del XX secolo.

## Cronotassi dei vescovi
Si omettono i periodi di sede vacante non superiori ai 2 anni o non storicamente accertati.
- Pedro Gómez Malaver (Maraver) † (13 luglio 1548 - 28 dicembre 1551 deceduto)
  - Sede vacante (1551-1555)
- Pedro de Ayala, O.F.M. † (18 dicembre 1555 - 19 settembre 1569 deceduto)
  - Sede vacante (1569-1574)
- Francisco Gómez de Mendiola y Solórzano † (19 aprile 1574 - 24 aprile 1576 deceduto)
  - Sede vacante (1576-1582)
- Domingo de Alzola. O.P. † (1º ottobre 1582 - 15 febbraio 1590 deceduto)
  - Pedro Suárez de Escobar, O.S.A. † (1591 - ? deceduto) (vescovo eletto)[14]
- Francisco Santos García de Ontiveros y Martínez † (22 maggio 1592 - 28 giugno 1596 deceduto)
- Alfonso de la Mota y Escobar † (11 marzo 1598 - 12 febbraio 1607 nominato vescovo di Tlaxcala)
- Juan de Valle y Arredondo, O.S.B. † (19 marzo 1607 - 1617 dimesso)
- Francisco de Rivera y Pareja, O. de M. † (29 gennaio 1618 - 17 settembre 1629 nominato vescovo di Michoacán)
- Leonel de Cervantes y Caravajal † (17 dicembre 1629 - 18 febbraio 1636 nominato vescovo di Antequera)
- Juan Sánchez Duque de Estrada † (21 luglio 1636 - 12 novembre 1641 nominato vescovo di Trujillo)
  - Sede vacante (1641-1646)
- Juan Ruiz de Colmenero † (25 giugno 1646 - 28 settembre 1663 deceduto)
- Francisco Verdín y Molina † (6 luglio 1665 - 27 novembre 1673 nominato vescovo di Michoacán)
- Manuel Fernández de Santa Cruz y Sahagún † (19 febbraio 1674 - 19 ottobre 1676 nominato vescovo di Tlaxcala)
- Juan de Santiago y León Garabito † (13 settembre 1677 - 12 luglio 1694 deceduto)
- Felipe Galindo Chávez y Pineda, O.P. † (30 maggio 1695 - 7 marzo 1702 deceduto)
- Diego Camacho y Ávila † (14 gennaio 1704 - 19 ottobre 1712 deceduto)
- Manuel de Mimbela y Morlans, O.F.M. † (26 febbraio 1714 - 4 maggio 1721 deceduto)
  - Pedro de Tapiz y García † (23 settembre 1722, ma già deceduto il 13 aprile 1722)[15]
- Juan Bautista Álvarez de Toledo, O.F.M. † (30 agosto 1723 - 1725 dimesso)[16]
- Nicolás Carlos Gómez de Cervantes y Velázquez de la Cadena † (20 febbraio 1726 - 6 novembre 1734 deceduto)
- Juan Leandro Gómez de Parada Valdez y Mendoza † (2 dicembre 1735 - 14 gennaio 1751 deceduto)
- Francisco de San Buenaventura Martínez de Tejada y Díez de Velasco, O.F.M. † (20 dicembre 1751 - 20 dicembre 1760 deceduto)
- Diego Rodríguez de Rivas y Velasco † (29 marzo 1762 - 11 dicembre 1770 deceduto)
- Antonio Alcalde y Barriga, O.P. † (27 gennaio 1772 - 7 agosto 1792 deceduto)
- Esteban Lorenzo de Tristán y Esmenota † (17 giugno 1793 - 10 dicembre 1794 deceduto)
- Juan Cruz Ruiz de Cabañas y Crespo † (18 dicembre 1795 - 28 novembre 1824 deceduto)
  - Sede vacante (1824-1831)
- José Miguel Gordoa y Barrios † (28 febbraio 1831[17] - 12 luglio 1832 deceduto)
  - Sede vacante (1832-1836)
- Diego de Aranda y Carpinteiro † (11 luglio 1836 - 17 marzo 1853 deceduto)
- Pedro Espinosa y Dávalos † (12 settembre 1853 - 12 novembre 1866 deceduto)
- Pedro José de Jesús Loza y Pardavé † (22 giugno 1868 - 15 novembre 1898 deceduto)
- Jacinto López y Romo † (14 dicembre 1899 - 31 dicembre 1900 deceduto)
- José de Jesús Ortíz y Rodríguez † (16 settembre 1901 - 19 giugno 1912 deceduto)
- José Francisco Orozco y Jiménez † (2 dicembre 1912 - 18 febbraio 1936 deceduto)
- José Garibi y Rivera † (18 febbraio 1936 succeduto - 1º marzo 1969 ritirato)
- José Salazar López † (21 febbraio 1970 - 15 maggio 1987 ritirato)
- Juan Jesús Posadas Ocampo † (15 maggio 1987 - 24 maggio 1993 deceduto)
- Juan Sandoval Íñiguez (21 aprile 1994 - 7 dicembre 2011 ritirato)
- José Francisco Robles Ortega, dal 7 dicembre 2011

## Persone legate alla diocesi
- Santi Cristóbal Magallanes Jara e 23 compagni († 1916-37), laici e sacerdoti della diocesi, martiri delle persecuzioni durante la rivoluzione messicana;
- San José María Robles Hurtado (1888-1927), sacerdote della diocesi e martire, fondatore delle Suore del Cuore di Gesù Sacramentato;
- Santa María Venegas de la Torre (1868-1959), religiosa nata e deceduta in diocesi, fondatrice delle Figlie del Sacro Cuore di Gesù;
- Santa María Guadalupe García Zavala (1878-1963), religiosa nata e deceduta in diocesi, fondatrice delle Ancelle di Santa Margherita Maria e dei Poveri;
- Beata Dorotea Chávez Orozco (1867-1949), religiosa vissuta e deceduta in diocesi, fondatrice delle Serve della Santissima Trinità e dei Poveri;
- Venerabile Librada Orozco Santa Cruz (1883-1926), religiosa nata e deceduta in diocesi, fondatrice delle Francescane di Nostra Signora del Rifugio;
- Venerabile María Luisa de la Peña (1866-1937), religiosa nata e deceduta in diocesi, fondatrice delle Carmelitane del Sacro Cuore;
- José María Cázares Martínez (1832-1909), morto a Guadalajara, vescovo, fondatore delle Suore dei Poveri, Serve del Sacro Cuore di Gesù;
- Silviano Carrillo Cárdenas (1861-1921), sacerdote diocesano, fondatore delle Serve di Gesù Sacramentato;
- María Regina Sánchez Muñóz (1895-1967), nata a Guadalajara, fondatrice delle Missionarie e dei Missionari del Sacro Cuore e Santa Maria di Guadalupe.

## Statistiche
L'arcidiocesi nel 2023 su una popolazione di 6.532.000 persone contava 5.967.000 battezzati, corrispondenti al 91,4% del totale.
| anno | popolazione | popolazione | popolazione | presbiteri | presbiteri | presbiteri | presbiteri                | diaconi | religiosi | religiosi | parrocchie |
| anno | battezzati  | totale      | %           | numero     | secolari   | regolari   | battezzati per presbitero | diaconi | uomini    | donne     | parrocchie |
| ---- | ----------- | ----------- | ----------- | ---------- | ---------- | ---------- | ------------------------- | ------- | --------- | --------- | ---------- |
| 1950 | 1.390.000   | 1.410.000   | 98,6        | 696        | 630        | 66         | 1.997                     |         | 196       | 1.507     | 128        |
| 1966 | 2.100.000   | 2.150.000   | 97,7        | 917        | 755        | 162        | 2.290                     |         | 336       | 2.415     | 141        |
| 1970 | ?           | 2.591.228   | ?           | 961        | 741        | 220        | ?                         |         | 430       | 2.500     | 161        |
| 1976 | 2.235.000   | 2.350.000   | 95,1        | 851        | 622        | 229        | 2.626                     |         | 414       | 2.442     | 169        |
| 1980 | 2.442.000   | 2.599.000   | 94,0        | 922        | 672        | 250        | 2.648                     |         | 460       | 2.820     | 202        |
| 1990 | 4.176.000   | 4.396.000   | 95,0        | 837        | 747        | 90         | 4.989                     | 1       | 284       | 2.358     | 253        |
| 1999 | 5.700.000   | 6.000.000   | 95,0        | 1.332      | 906        | 426        | 4.279                     | 2       | 970       | 3.282     | 344        |
| 2000 | 5.890.000   | 6.200.000   | 95,0        | 1.343      | 917        | 426        | 4.385                     | 2       | 1.022     | 3.365     | 358        |
| 2001 | 5.733.000   | 6.300.000   | 91,0        | 1.210      | 924        | 286        | 4.738                     | 2       | 783       | 3.633     | 365        |
| 2002 | 5.715.000   | 6.300.000   | 90,7        | 1.270      | 982        | 288        | 4.500                     | 2       | 832       | 3.387     | 385        |
| 2003 | 5.915.000   | 6.500.000   | 91,0        | 1.341      | 993        | 348        | 4.410                     | 1       | 844       | 2.893     | 393        |
| 2004 | 6.011.044   | 6.600.000   | 91,1        | 1.354      | 1.007      | 347        | 4.439                     | 4       | 997       | 3.189     | 399        |
| 2006 | 6.164.000   | 6.773.000   | 91,0        | 1.327      | 992        | 335        | 4.645                     | 3       | 851       | 2.948     | 419        |
| 2013 | 5.355.000   | 5.950.000   | 90,0        | 1.469      | 1.116      | 353        | 3.645                     | 3       | 821       | 2.977     | 459        |
| 2016 | 5.525.359   | 6.168.300   | 89,6        | 1.588      | 1.243      | 345        | 3.479                     | 2       | 804       | 2.893     | 477        |
| 2019 | 5.692.300   | 6.229.800   | 91,4        | 1.613      | 1.271      | 342        | 3.529                     | 2       | 755       | 2.910     | 493        |
| 2021 | 5.860.980   | 6.415.900   | 91,4        | 1.626      | 1.293      | 333        | 3.604                     | 2       | 675       | 2.479     | 493        |
| 2023 | 5.967.000   | 6.532.000   | 91,4        | 1.688      | 1.268      | 420        | 3.534                     |         | 784       | 2.479     | 514        |